# Вулиця Шопена (Львів)
Вулиця Шопена — вулиця у Галицькому районі міста Львів, неподалік від історичного центру, яка сполучає вулиці Гребінки з вулицею Богдана Лепкого та має форму літери «Т».

## Назва
- Шопена — від 1883 року, на честь Фридерика Шопена, видатного польського композитора та піаніста французького походження.
- Вальцерґассе (Вальсова) — на часі німецької окупації Львова, від листопада 1941 до липня 1944 року.
- Шопена — сучасна назва від липня 1944 року[4].

## Забудова
У архітектурному ансамблі вулиці Шопена переважають архітектурні стилі — історизм, класицизм. Будинок під № 7 внесений до Реєстру пам'яток архітектури місцевого значення.

### Будинки
№ 2 — на початку XX століття за цією адресою розташовувалася судова аукціонна зала. Нині цієї адреси не існує.
№ 5 — триповерхова кам'яниця, в якій за Польщі містився магазин кухонного посуду Кошлі. Нині — багатоквартирний житловий будинок.
№ 7 — триповерхова наріжна кам'яниця. Оздоблення фасаду кам'яниці у 1911 році виконав Генрик Орлеан. На рівні третього поверху якої розташовані дві скульптури-погруддя. Справа — погруддя Фредерика Шопена, на честь якого названа вулиця, а зліва — погруддя Станіслава Монюшка. Ім'ям творця польської національної опери Станіслава Монюшка колись називалася коротенька вуличка, що сполучала сучасні вулиці Шопена та Богдана Лепкого, а нині — другий виїзд з вулиці Шопена, що знаходиться біля цього будинку. Будинок внесений до Реєстру пам'яток архітектури місцевого значення під охоронним № 1094-м. У цій кам'яниці до 1939 року містилася торговельна аґенція «Віндобона» та майстерня з виробництва меблів «Фамета».